# 吳琠
吳琠（1637年—1705年），字伯美，号铜川，山西沁州（今沁县）人，清朝大臣。

## 生平
顺治十六年（1659年）进士，任确山县知县。康熙二十八年（1689年）为湖北巡抚。夏逢龙兵变后，吳琠安定人心，严惩诬告。康熙三十三年（1694年）为湖广总督。康熙三十五年（1696年）内迁为左都御史。次年，康熙帝称他为好官清官，为刑部尚书，康熙三十七年（1698年）九月授为保和殿大学士，康熙称赞他持己清廉，赐给他自己临摹的米芾千字文。康熙四十四年（1705年）五月，吴琠去世，入伺賢良祠，谥文端。

## 延伸阅读
[在维基数据编辑]
 《清史稿·卷267》，出自趙爾巽《清史稿》